# Église Elevation
L’Église Elevation (anglais : Elevation Church) est une megachurch chrétienne évangélique baptiste multisite basée à  Matthews, en Caroline du Nord. Elle compte plusieurs campus aux États-Unis et au Canada. Ses pasteurs principaux sont Steven Furtick et Holly Furtick. En 2024, elle compterait une assistance de 17,061 personnes.

## Histoire
L'église est fondée à Charlotte (Caroline du Nord) dans une école secondaire en 2006, par le pasteur Steven Furtick et sept familles , .
En 2008, l'église compte 2,900 personnes.
En 2015, l'église compte 13 campus aux États-Unis et au Canada .
En 2016, elle a fait la dédicace d’un nouveau bâtiment principal à Ballantyne comprenant un auditorium de 1,800 places.
En 2015 et en 2017, l'église a été classée par le magazine Fortune parmi les 100 meilleurs milieux de travail pour les jeunes Millenials aux États-Unis, notamment pour la compétence des gestionnaires, l'appréciation des collègues et la diversité 
.
En juin 2023, quelques jours après l’adoption par la Southern Baptist Convention d’une proposition d’amendement constitutionnel qui ne permettrait pas aux églises qui ont des femmes pasteures d’être membres, elle a mis fin à son affiliation avec la Convention, sans préciser la raison.
Selon un recensement de l’église publié en 2024, elle disait avoir une assistance hebdomadaire de 17,061 personnes et avoir ouvert 16 campus dans différentes villes.

## Musique
En 2007, elle a fondé le groupe de musique Elevation Worship . Selon une étude de Worship Leader Research publiée en 2023, les chansons du groupe ont fait partie des 25 licences de chansons les plus populaires utilisées par les églises entre 2010 et 2020 .